# لونوویچه
لونوویچه (به لاتین: Leonowicze) یک روستا در لهستان است که در گمینا میخاوووو واقع شده‌است.